# Коггенланд
Коггенланд (нидерл. Koggenland) — община и город в нидерландской провинции Северная Голландия. Расположена к северу от Амстердама. Площадь общины — 83,54 км², из них 80,63 км² составляет суша. Население по данным на 1 января 2007 года — 20 022 человека. Средняя плотность населения — 239,7 чел/км².
На территории общины находятся следующие населённые пункты: Авенхорн, Беркхаут, Беркмер, Бобелдейк, Де-Гоорн, Гростхёйзен, Хенсбрук, Обдам, Остмейзен, Аудендейк, Рустенбург, Схарвауде, Спирдейк, Урсем, Вогмер, Зёйд-Спирдейк, Зёйдермер.

## Галерея

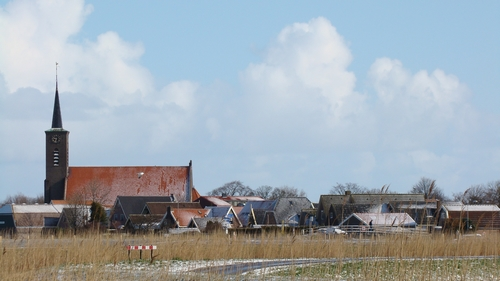
Вид на деревню Урсем
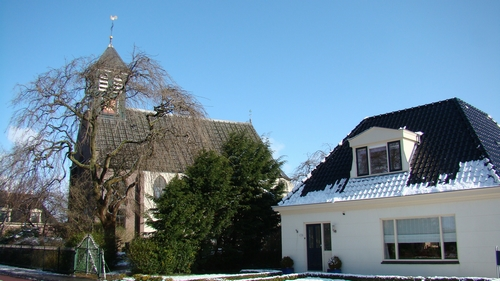
Голландская реформатская церковь
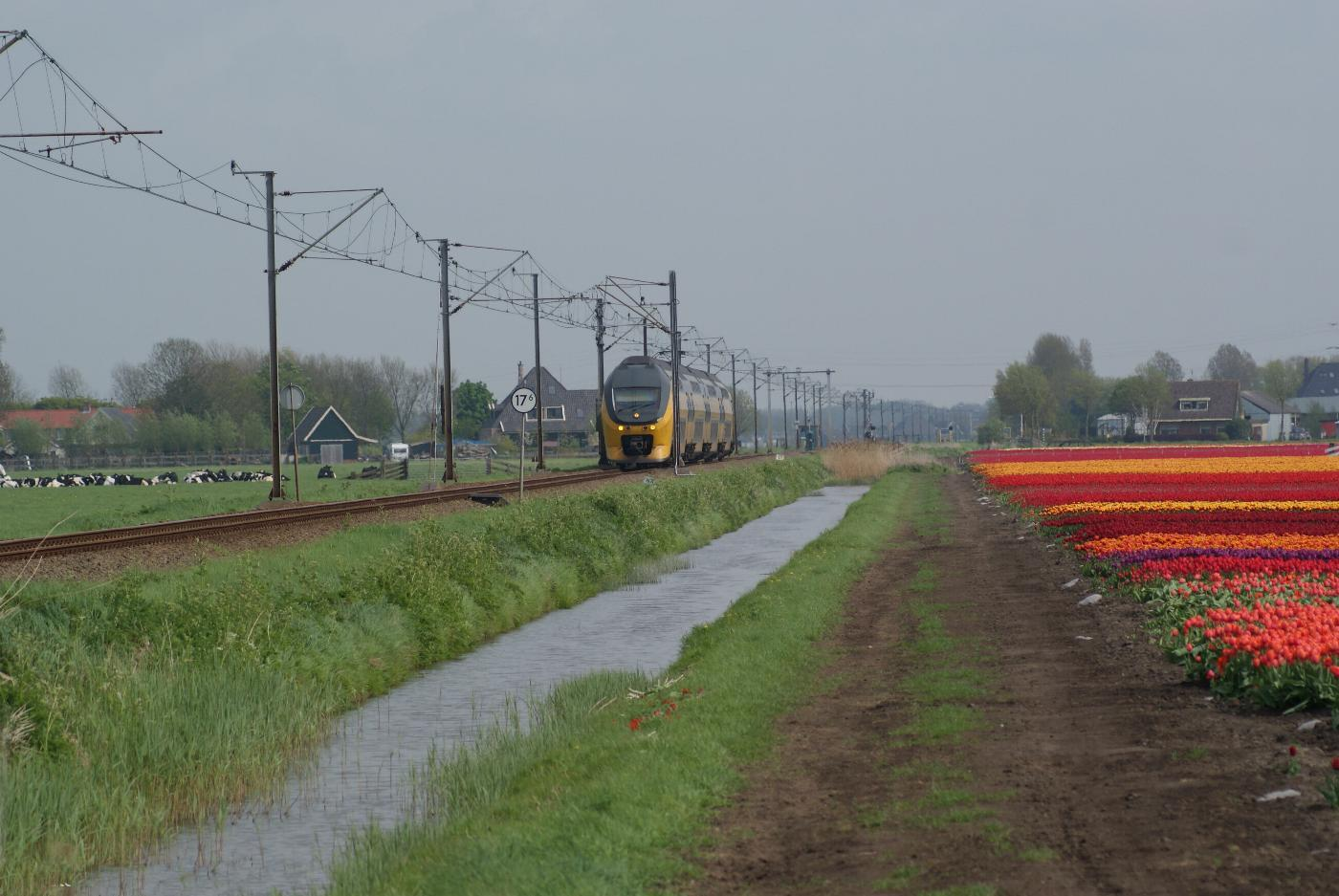
Поля, Зёйдермер